# Liman de Vitiazevo
Le liman de Vitiazevo (en russe Витязевский лиман, Vityazevski liman) est un liman de Russie situé en bordure de la mer Noire dont il est séparé par un cordon littoral. Il se trouve dans la péninsule de Taman, entouré d'autres limans, d'Akhtanizovskaïa, de Kiziltach, de Kourtchanskaïa, de Starotitarovskaïa, Tsokour, ainsi que la baie de Taman. Les villes de Blagovechtchenskaïa, Souvorovo-Tcherkesski, Vinogradny et Vitiazevo se trouvent sur son rivage.

Paysages du liman de Vitiazevo
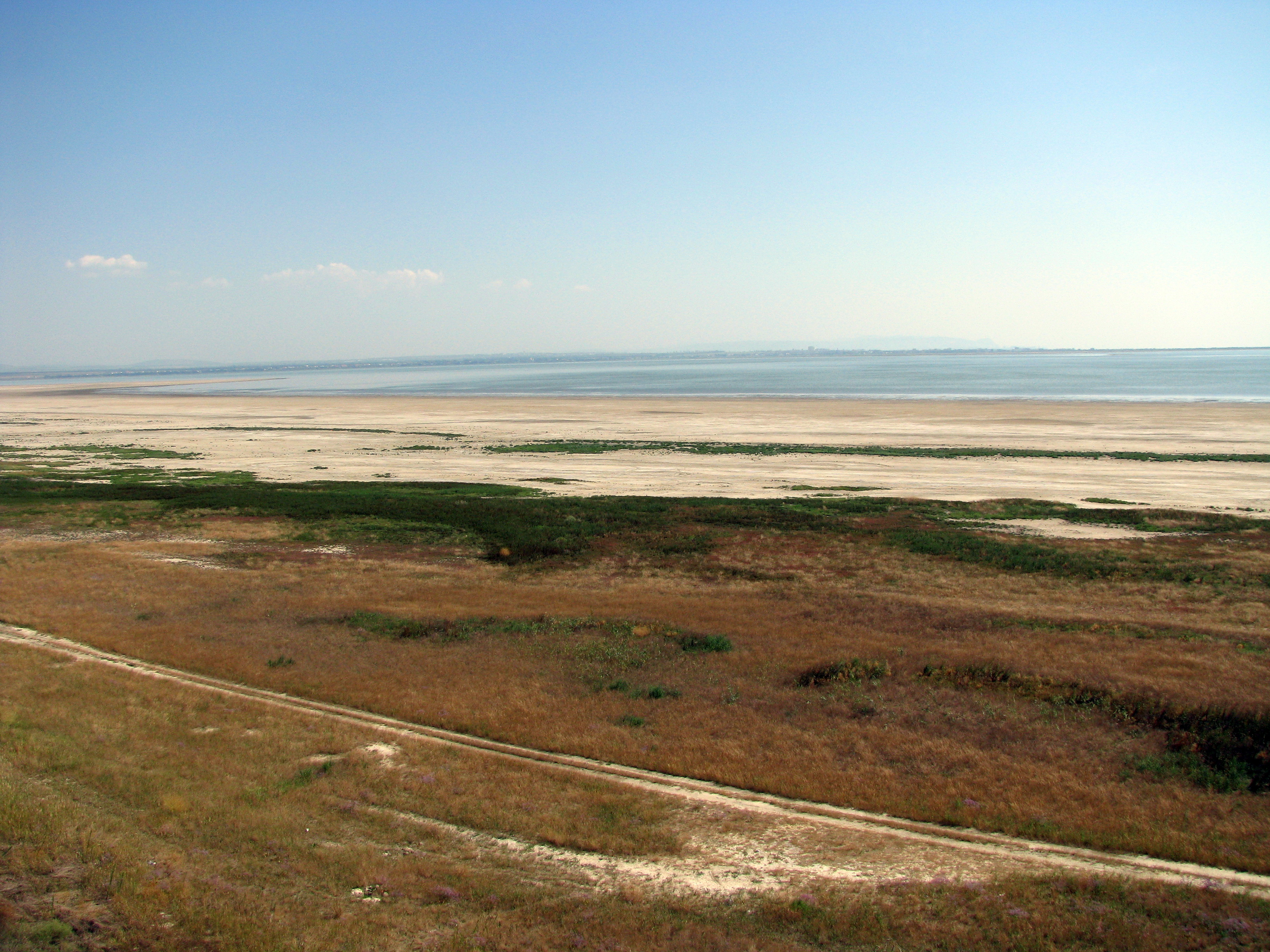
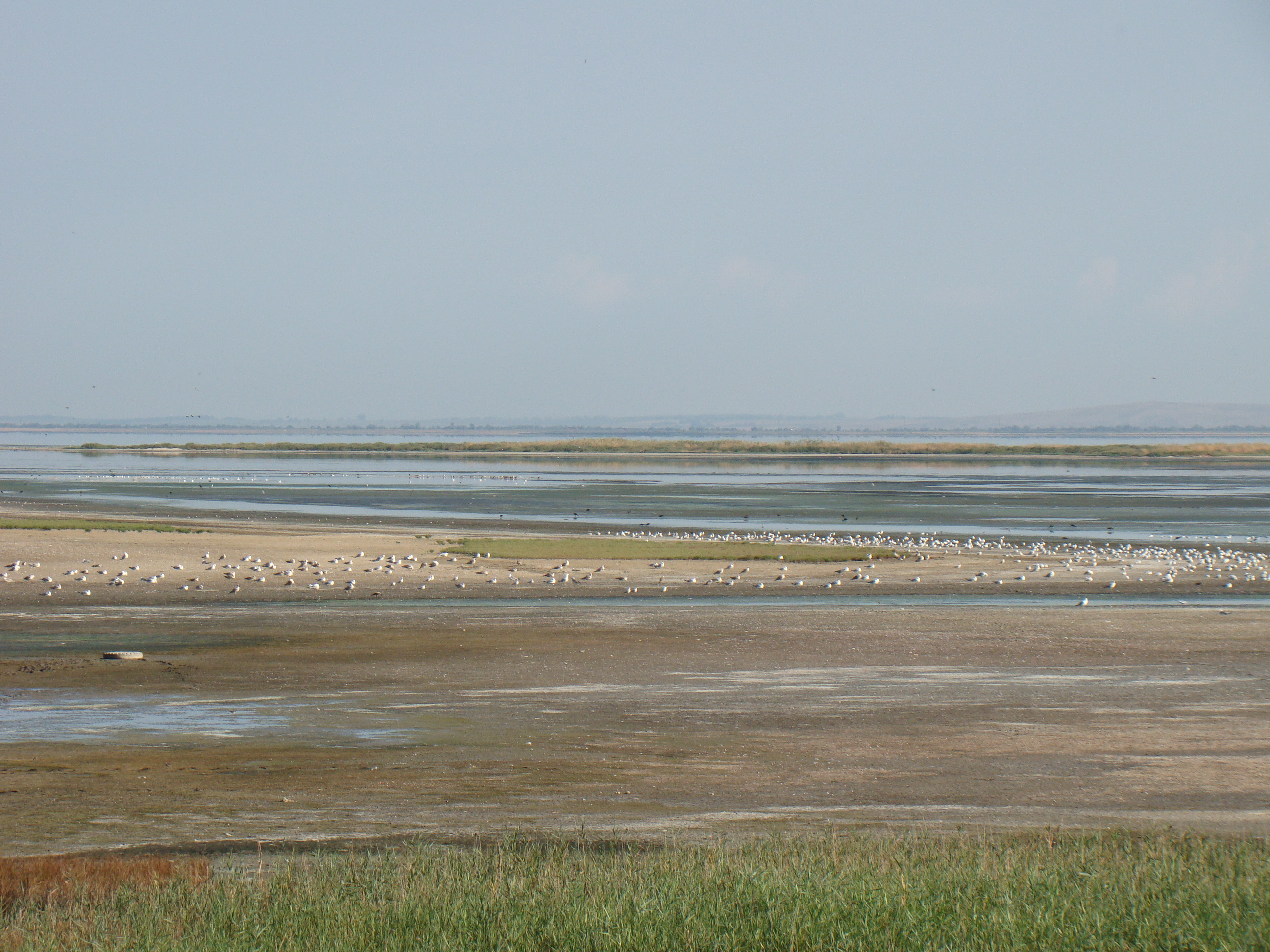
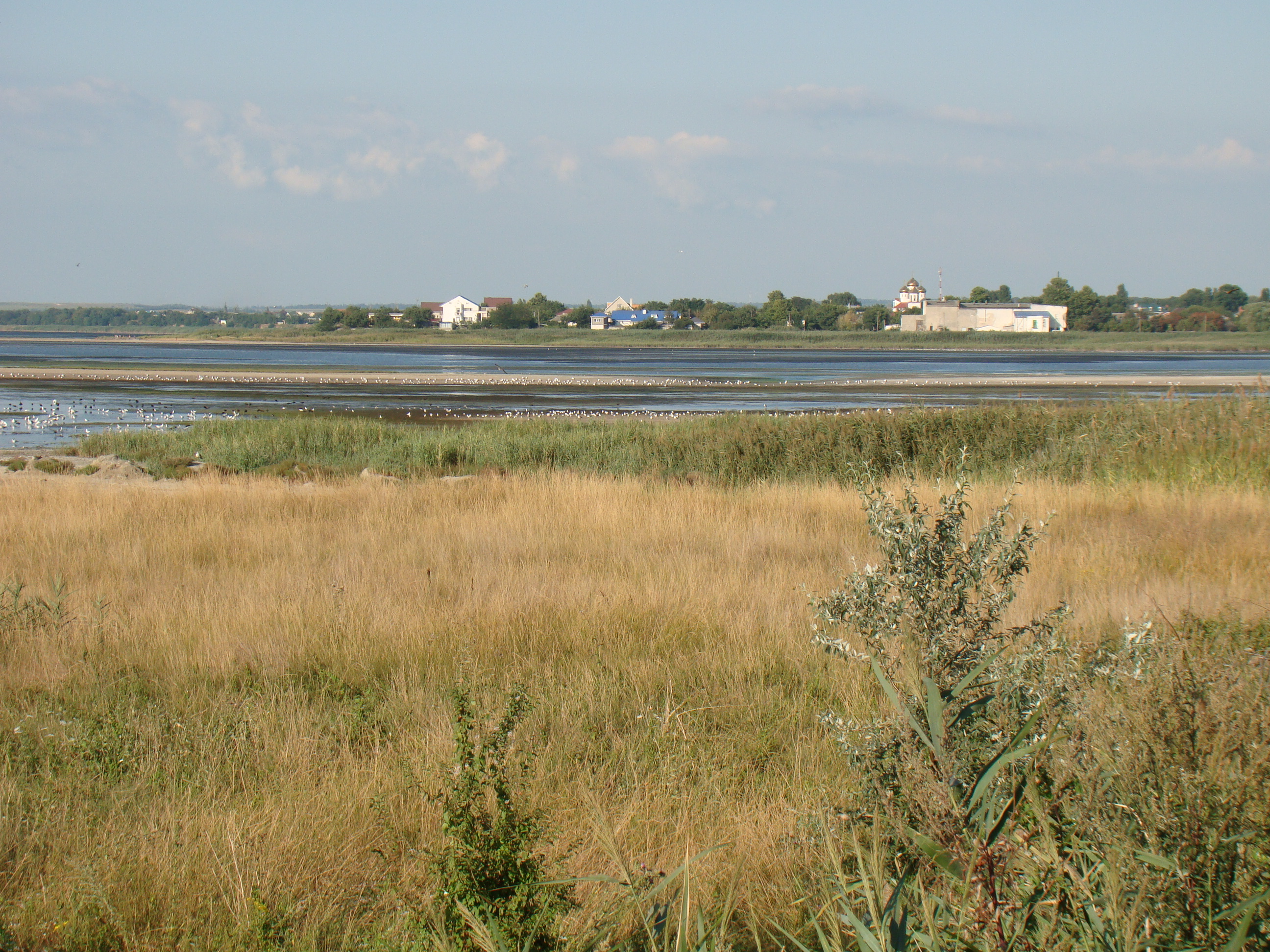